# ويليام فريشموث
ويليام فريشموث (بالإنجليزية: William Frishmuth)‏ (22 أبريل 1830 –1 أغسطس 1893) مهندس معماري وألماني  أمريكي المولد.